# Communauté de communes du Bosc d'Eawy
La communauté de Communes du Bosc d'Eawy (CCBE) est une ancienne communauté de communes française, située dans le département de la Seine-Maritime et la région Normandie.
Ses communes ont été rattachées le 1er janvier 2017, à la communauté Bray-Eawy, à la communauté de communes Terroir de Caux ou à la communauté de communes Inter-Caux-Vexin

## Historique
La communauté de communes, créée par arrêté préfectoral du 28 décembre 2001 sous le nom de « communauté de communes du Bosc d’Eawy », a commencé à fonctionner le 1er janvier 2002, en succédant aux SIVOM de Bellencombre et de Bosc-le-Hard.
Les statuts en vigueur ont été approuvés par le préfet de Seine-Maritime le 30 septembre 2010.
La communauté a été confrontée à des volontés séparatistes infructueuses de Bracquetuit, Cressy et de Cropus,, et envisage par ailleurs plusieurs réflexions de fusion avec d'autres petites intercommunalités,.
Dans le cadre de l'approfondissement de la coopération intercommunale prévu par la Loi portant nouvelle organisation territoriale de la République (Loi NOTRe) du 7 août 2015, le projet de schéma départemental de coopération intercommunale présenté par le préfet de Seine-Maritime le 2 octobre 2015 prévoit l'éclatement du Bosc d'Eawy entre plusieurs structures résultant de la fusion d'intercommunalités préexistantes : 

- fusion des « communautés de communes Saâne et Vienne (14 128 habitants), Varenne et Scie (7416 habitants), des Trois Rivières (14 612 habitants) et trois communes de la communauté de communes du Bosc d’Eawy (864 habitants)  » ;

- fusion des « communautés de communes du pays neufchâtelois (12 362 habitants), de Saint-Saëns – Porte de Bray (8 927 habitants), de Londinière excepté 1 commune (5 251 habitants) et de 11 communes de la communauté de communes de Bosc d’Eawy (5 228 habitants)  » ;

- fusion de la « Communauté de communes des Portes Nord-Ouest de Rouen (27 240 habitants) à 1 commune
de la communauté de Communes de Bosc d’Eawy (1 514 habitants) ».
Conformément au SDCI définitif adopté en octobre 2016, la communauté de communes est finalement partagée entre trois EPCI au 1er janvier 2017 :
- huit communes rejoignent la communauté Bray-Eawy (Bellencombre, Ardouval, La Crique, Les Grandes-Ventes, Mesnil-Follemprise, Pommeréval, Rosay et Saint-Hellier),
- trois rejoignent la communauté de communes Terroir de Caux (Bracquetuit, Cressy et Cropus),
- les quatre dernières (Beaumont-le-Hareng, Bosc-le-Hard, Cottévrard et Grigneuseville) sont intégrées à la communauté de communes Inter-Caux-Vexin.

## Territoire communautaire

### Géographie
Le territoire communautaire se trouvait aux limites du Pays de Caux et du Pays de Bray, et comprenait la  forêt d’Eawy (6 550 ha), dont l'intercommunalité emprunte le nom.
De ce fait, plusieurs entreprises liées au travail du bois y sont implantées, ainsi que « quelques activités de plasturgie et caoutchouc, de mécanique/rénovation d’emballages métalliques et une importante entreprise de distribution de produits frais (SOCOPAL) ».

### Composition
En 2016, la communauté de communes regroupait les 15 communes suivantes du département de la Seine-Maritime :
| Nom                  | Code Insee | Gentilé          | Superficie (km2) | Population (dernière pop. légale) | Densité (hab./km2) |
| -------------------- | ---------- | ---------------- | ---------------- | --------------------------------- | ------------------ |
| Bellencombre (siège) | 76070      | Bellencombrais   | 12,91            | 682 (2014)                        | 53                 |
| Ardouval             | 76024      | Ardouvalais      | 10,49            | 167 (2014)                        | 16                 |
| Beaumont-le-Hareng   | 76062      | Beaumontais      | 5,74             | 254 (2014)                        | 44                 |
| Bosc-le-Hard         | 76125      | Bolhardais       | 10,37            | 1 482 (2014)                      | 143                |
| Bracquetuit          | 76138      | Bracourtuitais   | 8,47             | 342 (2014)                        | 40                 |
| Cottévrard           | 76188      | Cottévrardais    | 7,88             | 453 (2014)                        | 57                 |
| Cressy               | 76191      | Cressois         | 4,35             | 279 (2014)                        | 64                 |
| La Crique            | 76193      | Criquais         | 10,18            | 358 (2014)                        | 35                 |
| Cropus               | 76204      | Cropusiens       | 4,78             | 249 (2014)                        | 52                 |
| Les Grandes-Ventes   | 76321      | Ventois          | 24,76            | 1 807 (2014)                      | 73                 |
| Grigneuseville       | 76328      | Grigneusevillais | 7,59             | 351 (2014)                        | 46                 |
| Mesnil-Follemprise   | 76430      | Mesnillais       | 7,48             | 133 (2014)                        | 18                 |
| Pommeréval           | 76506      | Pommerévalais    | 7,60             | 432 (2014)                        | 57                 |
| Rosay                | 76538      | Rosayais         | 10,46            | 273 (2014)                        | 26                 |
| Saint-Hellier        | 76588      | Saint-Eleriens   | 14,22            | 448 (2014)                        | 32                 |

## Organisation

### Siège
L'intercommunalité avait son siège en mairie de Bellencombre.

### Élus
La communauté de communes était administrée par son Conseil communautaire, composé, pour la mandature 2014-2016, de 26  conseillers municipaux représentant chacune des communes membres.
Le conseil communautaire a élu en avril 2014 son nouveau président, Nicolas Bertrand, alors 1er maire-adjoint des Grandes-Ventes et cinq vice-présidents, qui étaient :
1. Alain Lefebvre, maire de Grigneuseville, chargé des finances, de la communication et des nouvelles technologies de l’informatique et de la communication ;
2. Sylvie Stienne, 2e maire-adjointe de Bosc le Hard, déléguée à l'enfance, la jeunesse et les actions sociales ;
3. Thierry Prévost, maire de Bellencombre, délégué à la voirie ;
4. Jacques Vacher, maire de La Crique, chargé de l'environnement ;
5. Alain Lucas, maire de Saint-Hellier, chargé du développement économique[11].

Ensemble, ils formaient le bureau de l'intercommunalité pour la mandature 2014-2016.

### Liste des présidents
| Période | Période       | Identité         | Étiquette | Qualité |
| ------- | ------------- | ---------------- | --------- | --- |
| 2002    | 2008          | Annick Bocandé   |           | Maire des Grandes-Ventes (1978 → ) Sénatrice de la Seine-Maritime (1995 → 2004) Conseillère générale de Bellencombre (1978 → 2011) |
| 2008    | 2014          | Chantal Biville  |           | Maire de Bosc-le-Hard (2007 → 2014) |
| 2014    | décembre 2016 | Nicolas Bertrand | UMP       | Cadre dans une communauté de communes du littoral 1er maire-adjoint ( ? → 2018) puis maire (2018 → ) des Grandes-Ventes Président de la Communauté Bray-Eawy (2017 → ) Conseiller général de Bellencombre (2011 → 2015) Conseiller départemental de Neufchâtel-en-Bray (2015 → ) Vice-président du conseil départemental de la Seine-Maritime (2015 → ) |

### Compétences
L'intercommunalité exerçait les compétences qui lui avaient été transférées par les communes membres, dans le cadre des dispositions du code général des collectivités territoriales. Il s'agissait de :
- Développement économique :
Création et gestion de zones d’activités économiques publiques à caractère artisanal, commercial, touristique, tertiaire et industriel ; étude de faisabilité, aménagement, investissement, entretien des équipements publics, commercialisation et gestion immobilière ; promotion et développement raisonné des énergies renouvelables sur le territoire communautaire et promotion du territoire.
- Aménagement de l’espace :
Schémas de cohérence territoriale (mise en place d’un schéma directeur fixant les orientations essentielles du territoire de la communauté qui servira de référence aux plans locaux d’urbanisme et aux cartes communales) ; acquisition de réserves foncières destinées aux activités communautaires, études d’intérêt communautaires concernant au moins deux communes et urbanisme (instruction des demandes d’autorisations d’occupation des sols pour le compte des communes qui en font la demande).
- Protection et mise en valeur de l’environnement :
Collecte et traitement des déchets ménagers ; aménagement et gestion de points d'apport volontaire, déchèteries locales pour le tri sélectif ; valorisation des déchets ménagers et sensibilisation à la protection de l'environnement.
- Voirie communautaire :
Travaux d'entretien et d'investissement des voiries communautaires.
- Politique Habitat et Cadre de vie :
Promotion touristique du territoire ; fonctionnement d'une structure de promotion touristique mise en place par le conseil communautaire ; réalisation de guides touristiques ; aménagement et entretien de boucles de randonnées reliant au moins deux communes du territoire caractérisées par un ou plusieurs critères suivants : économique, patrimonial, environnemental, pédagogique ou paysager et le site du Val Ygot.
- Actions sociales :
Le contrat temps libre, Ludisports, le contrat enfance ou tout autre dispositif les remplaçant en liaison avec les organismes sociaux et autres financeurs.
- Nouvelles technologies de l'informatique et de la communication :
Développement des moyens de communication (information individuelle, réseaux TV et à haut débit) définis dans une charte approuvée par le conseil communautaire.

### Régime fiscal et budget
La communauté de communes était un établissement public de coopération intercommunale à fiscalité propre.
Afin de financer l'exercice de ses compétences, l'intercommunalité percevait une fiscalité additionnelle aux impôts locaux des communes, sans FPZ (fiscalité professionnelle de zone) et sans FPE (fiscalité professionnelle sur les éoliennes)
Les taux de cette fiscalité additionnelle étaient, en 2015, de : 
- Taxe d'habitation : 3,82 %
- Taxe foncière sur les propriétés bâties : 3,66 %
- Taxe foncière sur les propriétés non bâties : 7,86 %
- Cotisation foncière des entreprises : 2,84 %[13].